# Isabel Atkin
Isabel Atkin (Boston, 21 giugno 1998) è una sciatrice freestyle britannica con cittadinanza statunitense, medaglia di bronzo nello slopestyle alle Olimpiadi di Pyeongchang 2018.

## Biografia
Atkin è nata a Boston, negli Stati Uniti d'America, figlia di padre britannico e madre proveniente dalla Malaysia. In possesso della doppia nazionalità britannica e statunitense, all'età di 15 anni ha scelto di iniziare a competere per la Gran Bretagna.
Vincendo nel 2017 la gara di Coppa del Mondo a Silvaplana, è diventata la prima britannica a vincere un tale evento nello slopestyle. In seguito ha vinto anche il bronzo nella stessa specialità ai Mondiali di Sierra Nevada 2017.
Con il terzo posto ottenuto alle Olimpiadi di Pyeongchang 2018 ha fatto conquistare alla Gran Bretagna la prima medaglia nello sci alle Olimpiadi invernali, dato che ad Alain Baxter è stato tolto il bronzo vinto nello slalom a Salt Lake City 2002 per positività al controllo antidoping.

## Palmarès

### Olimpiadi
- 1 medaglia:
  - 1 bronzo (slopestyle a Pyeongchang 2018).

### Mondiali
- 2 medaglie:
  - 2 bronzi (slopestyle a Sierra Nevada 2017; big air a Park City 2019).

### Coppa del Mondo
- Miglior piazzamento in classifica generale: 24ª nel 2017.
- Miglior piazzamento in Coppa del Mondo di slopestyle: 4ª nel 2017.
- 2 podi:
  - 1 vittoria;
  - 1 terzo posto.

#### Coppa del Mondo - vittorie
| Data         | Luogo      | Paese    | Disciplina |
| ------------ | ---------- | -------- | ---------- |
| 3 marzo 2017 | Silvaplana | Svizzera | SS         |

Legenda:

SS = slopestyle